# بیشینه و کمینه

بیشینه و کمینه نسبی و مطلق برای cos(3πx)/x, 0.1≤ x ≤1.1

در آنالیز ریاضی، بیشینه (ماکسیمم)[Maximum] و کمینهٔ (مینیمم)[Minimum] یک تابع (که به طور جمعی به آنها اکسترمم‌ یا کرانگینه های آن تابع گویند)  به ترتیب، به بزرگترین مقدار و کوچکترین مقدار تابع (در صورت وجود)، یا در یک بازهٔ خاص (اکسترمم نسبی) و یا در کلّ دامنه (اکسترمم مطلق) گفته می‌شود.
فرما، یکی از اوّلین کسانی بود که روشی کلّی برای پیدا کردن اکسترمم‌ها پیشنهاد کردند.
برای تعیین و حل کردن ماکسیمم و مینیمم یک تابع،باید مشتق را به خوبی بلد باشید،چون اصلی ترین راه تعیین بیشینه و کمینه، روش مشتق و مشتق گیری است

## تعریف

### اکسترمم مطلق
نقطهٔ بیشینهٔ مطلق {\displaystyle a} (که با {\displaystyle max(f(x))} نشان می‌دهند) در یک تابع حقیقی {\displaystyle f} با دامنهٔ {\displaystyle D}، نقطه‌ای است که {\displaystyle f(a)\geqslant f(x);\forall x\in D}.
به شکل مشابه، نقطهٔ کمینهٔ مطلق {\displaystyle b} (که با {\displaystyle min(f(x))} نشان می‌دهند) در یک تابع حقیقی {\displaystyle f} با دامنهٔ {\displaystyle D}، نقطه‌ای است که {\displaystyle f(b)\leqslant f(x);\forall x\in D}.
در بیشتر اوقات، صفت «مطلق» برای اکسترمم مطلق ذکر نمی‌شود.

### اکسترمم نسبی
نقطهٔ بیشینهٔ نسبی {\displaystyle a} در یک تابع حقیقی {\displaystyle f} با دامنهٔ {\displaystyle D}، نقطه‌ای است که {\displaystyle \exists \varepsilon \in \mathbb {R} _{*}^{+}:(\forall x\in D,d(a,x)<\varepsilon )\quad f(a)\geqslant f(x)}.
تابع فاصله {\displaystyle d} در فضای متریک برای اعداد حقیقی به صورت {\displaystyle d(x,y)=|x-y|} تعریف می‌شود.
به شکل مشابه، نقطهٔ کمینهٔ نسبی {\displaystyle b} در یک تابع حقیقی {\displaystyle f} با دامنهٔ {\displaystyle D}، نقطه‌ای است که {\displaystyle \exists \varepsilon \in \mathbb {R} _{*}^{+}:(\forall x\in D,d(b,x)<\varepsilon )\quad f(b)\leqslant f(x)}.

### اکسترمم اکید
مفهوم اکید را می‌توان برای هر دو اکسترمم مطلق و نسبی تعریف کرد. به عنوان مثال:
نقطهٔ بیشینهٔ مطلق اکید {\displaystyle a} در یک تابع حقیقی {\displaystyle f} با دامنهٔ {\displaystyle D}، نقطه‌ای است که {\displaystyle f(a)>f(x);\forall x\in D,x\neq a}.
نقطهٔ بیشینهٔ نسبی اکید {\displaystyle a} در یک تابع حقیقی {\displaystyle f} با دامنهٔ {\displaystyle D}، نقطه‌ای است که {\displaystyle \exists \varepsilon \in \mathbb {R} _{*}^{+}:(\forall x\in D,x\neq a,d(a,x)<\varepsilon )\quad f(a)>f(x)}.

## یافتن اکسترمم‌های تابع
یافتن اکسترمم‌ها هدف بهینه‌سازی است.

### قضیهٔ مقدار اکسترمم
- اگر تابع {\displaystyle f} در بازهٔ {\displaystyle [a,b]} پیوسته باشد، آن گاه {\displaystyle f} روی {\displaystyle [a,b]} دارای حدّاقل یک مقدار بیشینهٔ مطلق و یک مقدار کمینهٔ مطلق است.

همان طور که از صورت قضیهٔ اکسترمم ملاحظه می‌شود شرط کافی برای وجود اکسترمم مطلق، پیوسته بودن تابع در فاصلهٔ {\displaystyle [a,b]} است؛ ولی با این وجود، این شرط لازم نیست، چون تابعی می‌توان نشان داد که در فاصله‌ای پیوسته نباشد ولی دارای بیشینه و کمینهٔ مطلق باشد. به عبارت دیگر نمی‌توان گفت که چون تابعی در بازه‌ای ناپیوسته است، بیشینه و کمینهٔ مطلق ندارد. اما اگر تابعی در بازهٔ بسته‌ای پیوسته باشد، آن گاه حتماً دارای بیشینه و کمینهٔ مطلق هست.

### نقاط بحرانی
یک اکسترمم مطلق در یک بازه (در صورت وجود) یا یکی از اکسترمم‌های نسبی و یا ابتدا و انتهای بازه است.
طبق قضیهٔ فرما، هر اکسترمم نسبی، یک نقطهٔ بحرانی است.
پس با بررسی نقاط بحرانی و ابتدا و انتهای بازه و پیدا کردن بیشترین و کمترینشان می‌توان اکسترمم‌ها را پیدا کرد.